# Distrito de Karene
Karene es un distrito en la Provincia del Noroeste, Sierra Leona. Karene es uno de los dieciséis distritos que componen la República de Sierra Leona. La capital y ciudad más grande del distrito de Karene es Kamakwie. Karene junto con el distrito de Falaba son los dos nuevos distritos de Sierra Leona formados en diciembre de 2017, luego de que fueran ratificados por el Parlamento de Sierra Leona en el gobierno del expresidente Ernest Bai Koroma.
La principal actividad económica de Karene es la agricultura. El pueblo Temne es el grupo étnico mayoritario predominante en Karene.